# Danique van Varsseveld
Danique Lily Ivana van Varsseveld (Paramaribo, 6 april 1994) is een Surinaams politica namens de Nationale Partij Suriname (NPS). Sinds 23 december 2021 is ze voorzitter van de NPS-jongerenraad. 
Sinds januari 2023 is ze tevens voorzitter van het Curaçao Tourist Board in Suriname.

## Biografie
Van Varsseveld groeide op in een NPS-familie; haar ouders waren beide actief in de partij en namen haar al op jonge leeftijd mee naar partijbijeenkomsten. Ze is familie van Eddy van Varsseveld, die minister van Natuurlijke Hulpbronnen was tijdens het kabinet-Kraag.
Rond 2019 was ze betrokken bij de Trash Tag Movement (TTM) die zich inzet voor de bewustwording van zwerfafval en de aanmoediging van burgers om te werken aan een schoon milieu.
Nadat ze op haar vijfentwintigste haar bachelorgraad behaalde aan de FHR School of Business startte ze het marketingbureau Lucrative Marketing, Communications and Events. Ook trad ze aan op het ministerie van Onderwijs, Wetenschap en Cultuur waar ze begin jaren 2020 de functie van waarnemend hoofd van het Bureau Communicatie Media bekleedt. Ze doet de pr en marketing bij het Curaçao Tourist Board (CTB) dat in 2024 een herstart maakte.
Op 23 december 2021 werd ze gekozen tot voorzitter van de NPS-jongerenraad. Ze is niet verkiesbaar tijdens de verkiezingen van 2025, omdat partijvoorzitter Gregory Rusland voor haar een uitvoerende rol in de geachte heeft.